# Pescatoria violacea
Pescatoria violacea là một loài thực vật có hoa trong họ Lan. Loài này được (Lindl.) Dressler mô tả khoa học đầu tiên năm 2005.

## Hình ảnh

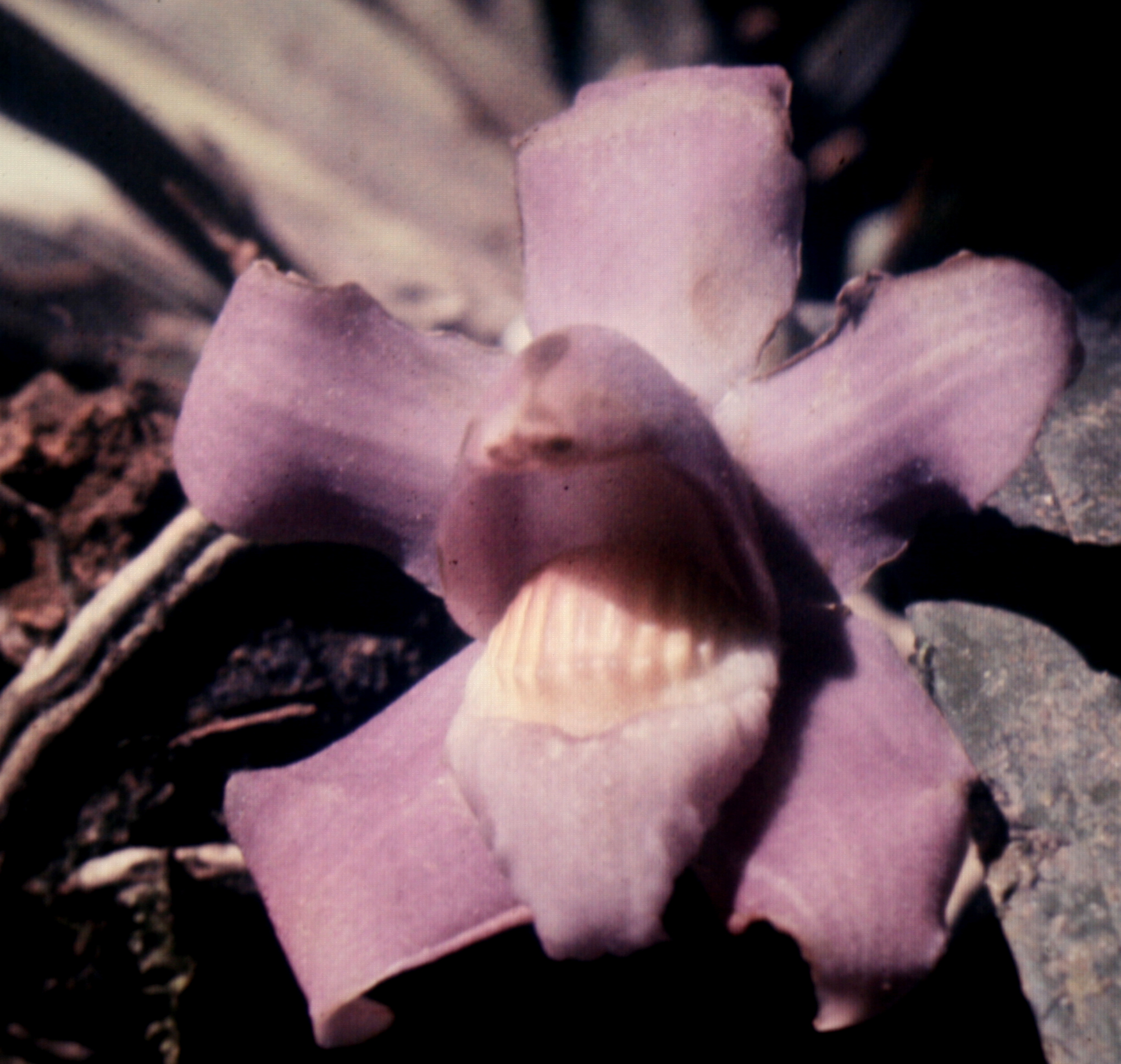
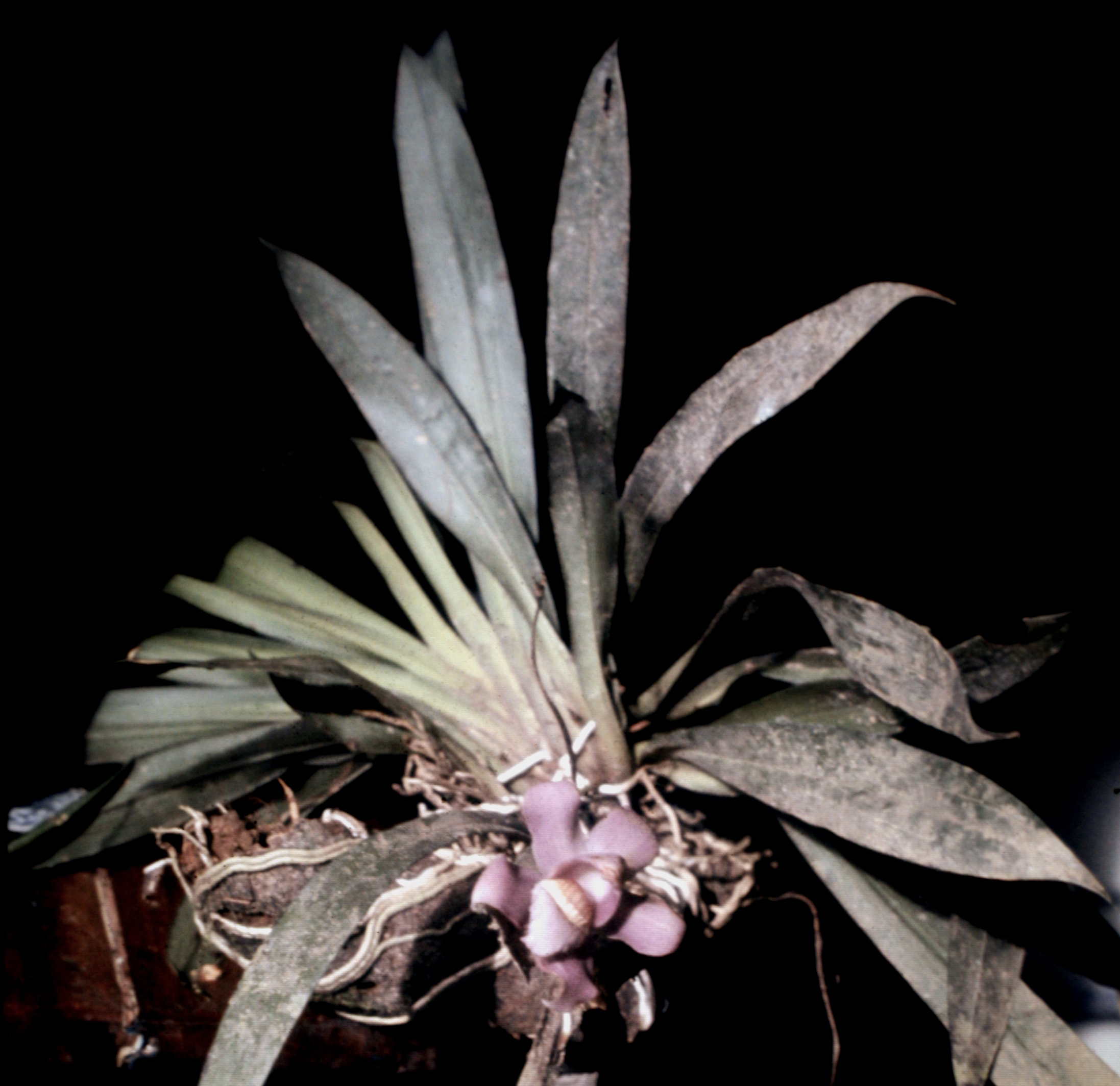
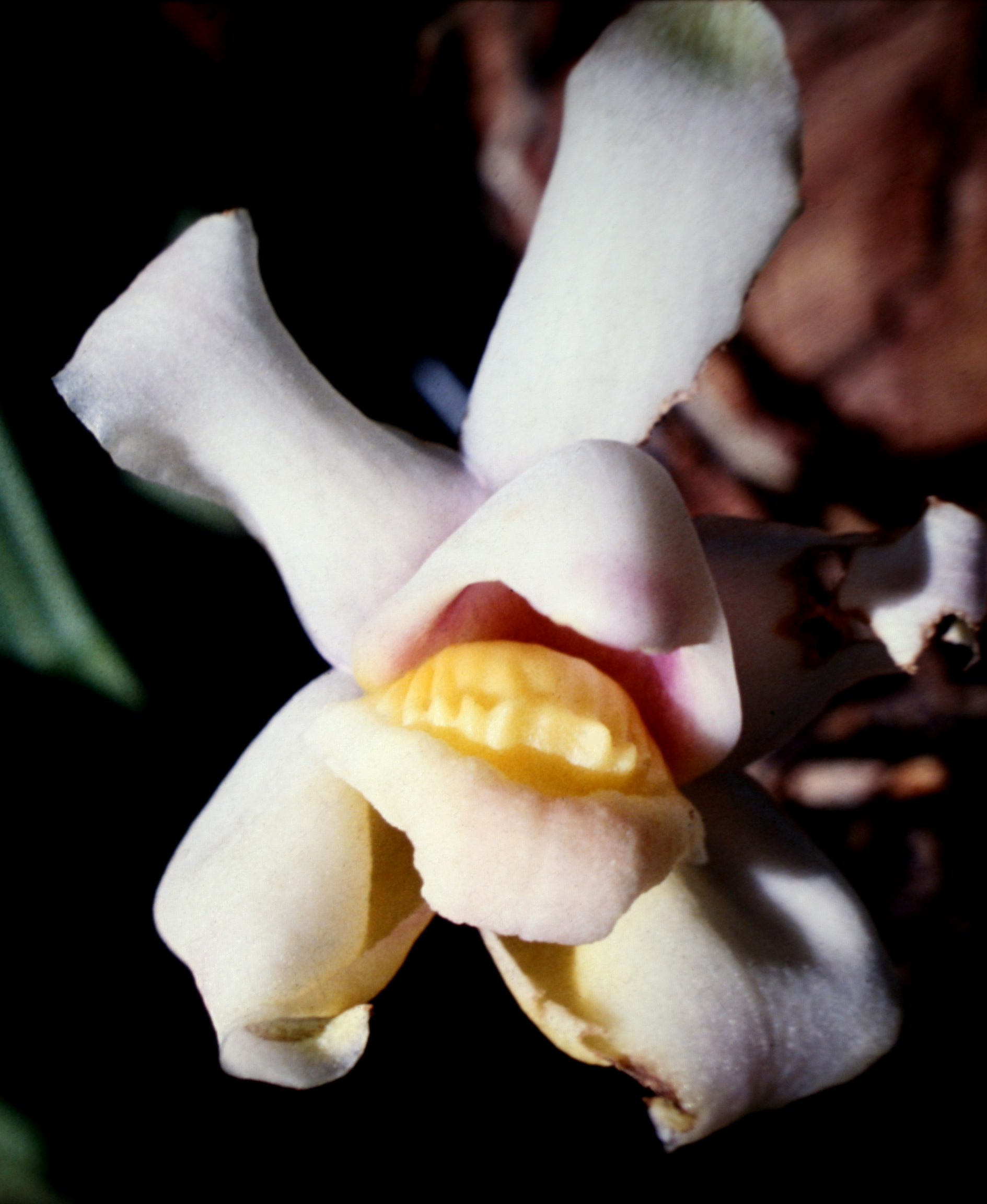
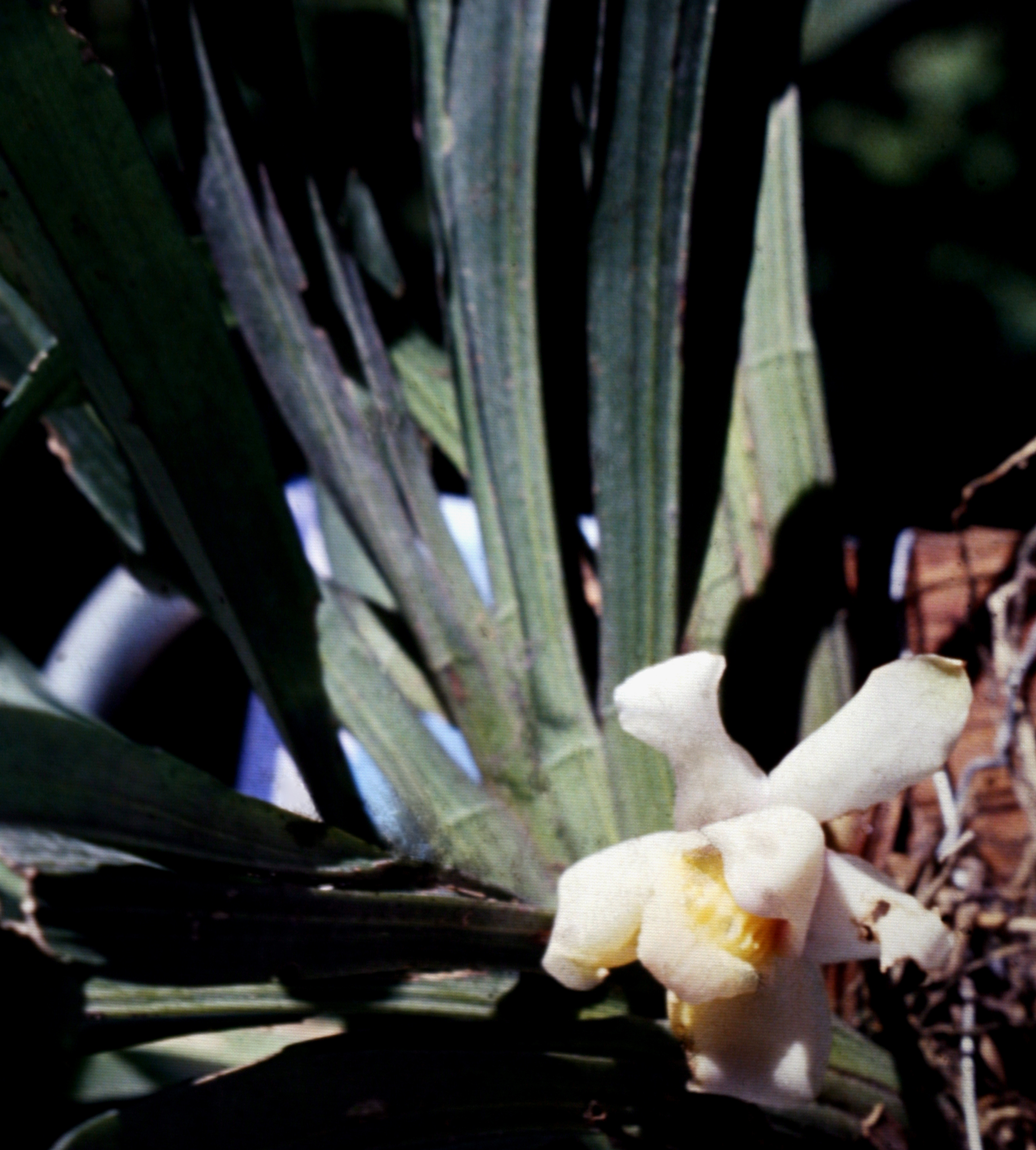